# Pierre de Vergne

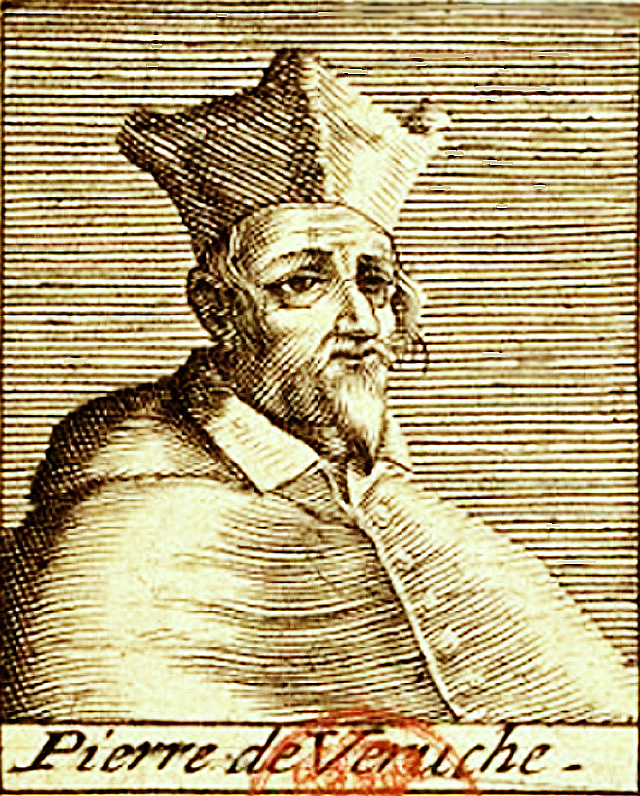
Pierre de Vergne als Kurienkardinal

Pierre de la Vergne, auch Pierre de Veruche, Pierre Verneyo, Pierre Vernhio, Pierre Veruco, Pierre Verrujo oder Pierre Veroche, latinisiert Petrus de Vernio (* vor 1371; † 6. Oktober 1403 in Avignon) war ein französischer Kurienkardinal.

## Leben

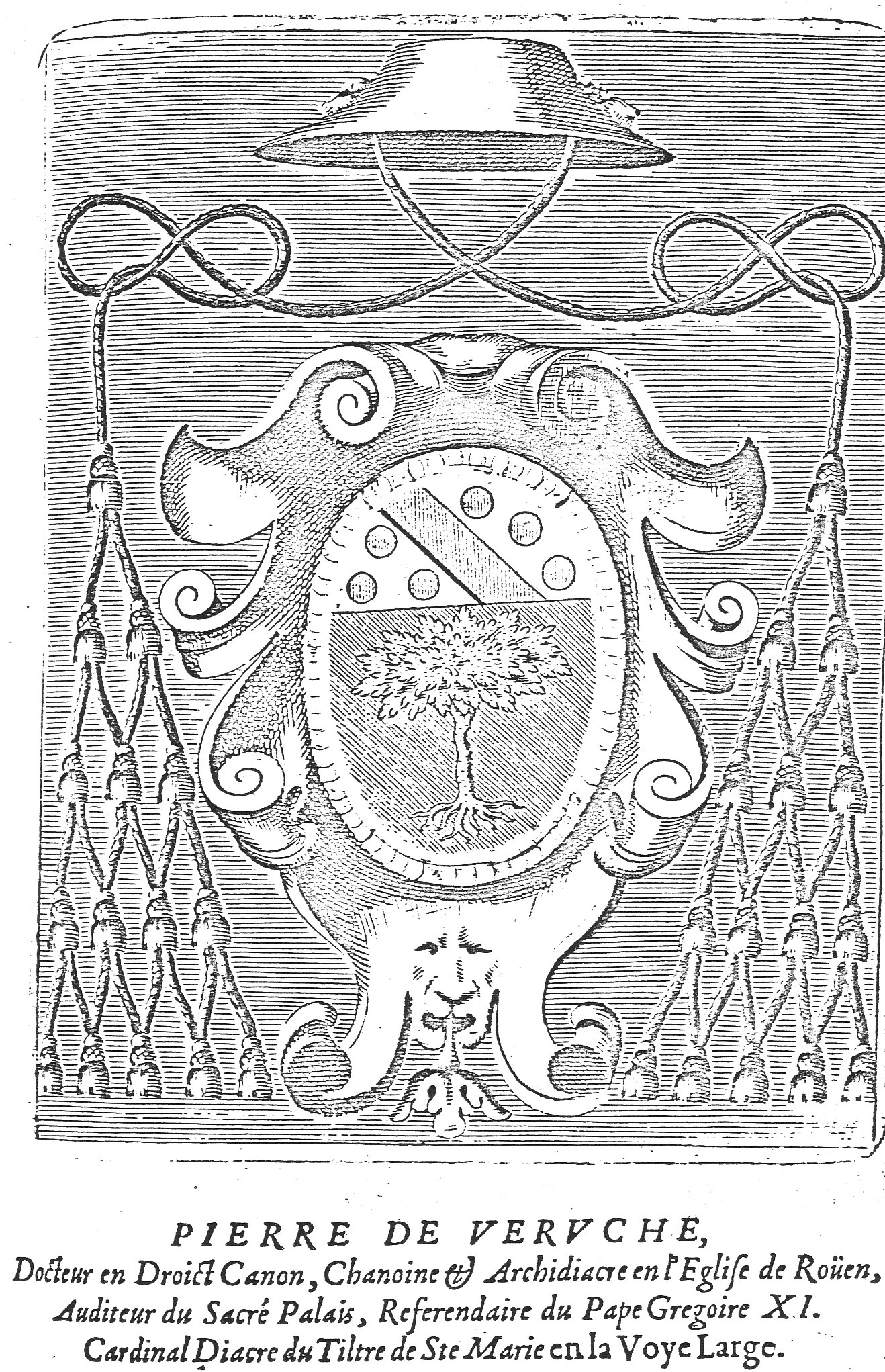
Vollwappen des Kurienkardinals Pierre de Vergne

Pierre de Vergne stammte ursprünglich aus dem Bistum Tulle. Er hatte an der Universität Montpellier kanonisches Recht studiert, wo Renoul de Monteruc sein Kommilitone war. Am 30. Mai 1371 wurde er von Papst Gregor XI. im Konsistorium in den Kardinalsstand erhoben. Er war Kardinaldiakon mit der Titeldiakonie Santa Maria in Via Lata.
Im Konflikt um den Sachsenspiegel war er es, der 1372 Papst Gregor XI auf Bitten des Augustiner-Eremiten Johannes Klenkok, der de Vergnes Lehrer war, eine Version des Dekadikon – eine Anklageschrift Klenkoks – mit der Bitte um Prüfung vorlegte, was am 8. April 1374 zu einer Verdammung von 14 Artikeln des Sachsenspiegels durch die päpstliche Bulle Salvator Humani Generis führte.
De Vergne nahm am Konklave 1378 teil, das Urban VI. zum Papst wählte, ferner später 1378 am Konklave bei der Wahl von Clemens VII. (Gegenpapst). In Quellen über die Zeit danach taucht er als Abt der Abtei Montmajour auf. Im Jahr 1398 schloss sich de Vergne mit den anderen französischen Kardinälen der römischen Obödienz an.